# Grêmio Esportivo Osasco
Der Grêmio Esportivo Osasco ist ein Fußballverein aus Osasco im brasilianischen Bundesstaat São Paulo. Derzeit ist er nur im Nachwuchsbereich aktiv.

## Geschichte
Bereits vor der Gründung von Grêmio Osasco gab es Profifußballklubs in Osasco, wie z. B. Grêmio Água Branca Futebol Clube, Associação Atlética Floresta, Independência Esporte Clube, Associação Atlética Osasquense, União Esportiva Rochdale, Monte Negro Futebol Clube oder Esporte Clube Osasco (ECO). Keiner dieser Klubs erreichte aber jemals eine Teilnahme an der obersten Spielklasse der Staatsmeisterschaft von São Paulo oder einem nationalen Wettbewerb.
Nachdem sich der ECO nach der Meisterschaftssaison 2006 aus den offiziellen Fußballwettbewerben im Bundesstaat São Paulo zurückgezogen hatte, trat nur noch Monte Negro, zu der Zeit als Osasco FC, heute Futebol Clube SKA Brasil, unterklassig an. Daraufhin fanden sich ehemalige Fans des ECO zusammen und gründeten am 17. Dezember 2007 mit anderen Interessierten Grêmio Osasco. Im Januar 2018 wurde der neue Klub offiziell vom regionalen Fußballverband, der Federação Paulista de Futebol (FPF), aufgenommen.
In der Staatsmeisterschaft debütierte der Klub noch in der Série A4, deren vierten Liga, im selben Jahr. Es war ein erfolgreiches, gewann man doch sein Auftaktspiel beim Jabaquara AC mit 1:0. Die erste Runde schloss der Klub als Bester seiner Gruppe mit acht Siegen, drei Unentschieden und drei Niederlagen ab. Die Ergebnisse der zweiten Runde sind nicht vollständig nachvollziehbar, Grêmio Osasco gelang aber am Saisonende der Aufstieg in die dritte regionale Liga für 2009.
In der Staatsmeisterschaft 2009 erreichte man in der ersten Runde den dritten Platz und damit den Einzug in die zweite Runde. In dieser gewann der Klub drei seiner sechs Spiele. Hinzu kam ein Unentschieden und damit der erste Platz in seiner Gruppe, welcher verbunden war mit dem Aufstieg in die zweite Liga der Staatsmeisterschaft. Im abschließenden Finale gegen den Votoraty FC unterlag Grêmio Osasco mit 1:0 und 0:2. In der zweiten Liga der Staatsmeisterschaft 2010 schnitt man schlechter ab. In der ersten Runde erreichte der Klub in seinen 19 Partien nur einen Sieg und drei Unentschieden bei 18:46 Toren. Damit belegte Grêmio Osasco den letzten Platz und musste direkt wieder absteigen.
Bis einschließlich 2012 trat der Klub in der dritten Liga an, dann gelang die Rückkehr in die zweite. Nach einer durchwachsenen Teilnahme hier 2013, erwarb der Präsident von Grêmio Osasco im September den Audax Rio de Janeiro und Grêmio Osasco Audax. Ziel war es, einen Klub in der obersten Spielklasse der Staatsmeisterschaft zu etablieren, in welcher Osasco Audax dann 2014 antrat. Audax Rio spielte bereits in dieser in der Staatsmeisterschaft von Rio de Janeiro. Im Staatspokal von São Paulo 2013 standen sich Grêmio Osasco und Osasco Audax im November im Halbfinale einander gegenüber. Beide Treffen endeten jeweils 1:0 für den Gastgeber, so dass die Entscheidung im Elfmeterschießen getroffen werden musste. Dieses konnte Osasco Audax mit 8:7 für sich entscheiden.
Zu Beginn der Saison 2014 entschied der Vorstand der beiden Klubs aus São Paulo, dass die besten Spieler aus diesen für Osasco Audax antreten sollten und Grêmio Osasco zum Reserveteam degradiert wird. Dieses spiegelte sich in deren Ergebnis in der Staatsmeisterschaft 2014 wider. In der zweiten Liga konnte man nach 19 Spielen vier Siege und fünf Unentschieden als positive Ergebnisse verbuchen. Damit belegte der Klub den 19. Platz bei 20. Teilnehmern und musste absteigen. Hier spielte der Klub bis zur Saison 2019. In dieser kam es zu dem Umstand, dass auch Osasco Audax hier in der dritten Liga antreten musste. Aufgrund der Regelungen des FPF, dass zwei Klubs eines Eigners nicht in derselben Liga antreten dürfen, hätte Grêmio Osasco automatisch in die vierte Liga absteigen müssen.
Das Management der Klubs entschied daraufhin, Grêmio Osasco in einer Auktion zum Verkauf anzubieten. Käufer wurde der Pharmahersteller EMS. Durch den Verkauf konnte der Klub 2019 in der dritten Liga verbleiben. In der Auflage von 2020 erreichte man in der ersten Runde eine Bilanz von drei Siegen, drei Unentschieden und neun Niederlagen bei 12:23 Toren. Damit belegte Grêmio Osasco den 15. Platz bei 16 Teilnehmern und musste in die vierte Liga absteigen. Hierfür wurde 2021 kein Team mehr aufgestellt, sondern seitdem nur Mannschaften für den Nachwuchsbereich.

## Teilnahme an Fußballwettbewerben
| Wettbewerb                   | Teilnahmen                              |
| ---------------------------- | --------------------------------------- |
| Staatsmeisterschaft Série A2 | 3× – 2010, 2013–2014                    |
| Staatsmeisterschaft Série A3 | 9× – 2009, 2011–2012, 2015–2020         |
| Staatsmeisterschaft Série A4 | 1× – 2008                               |
| Staatspokal                  | 6× – 2009, 2011, 2012, 2013, 2014, 2019 |